# Evarisztosz pápa
Szent Evarisztosz vagy Arisztosz (latinul: Evaristus/Aristus), (1. század – 105/107) volt az ötödik római egyházfő 97-től.

## Élete
Életéről keveset tudunk. A Liber Pontificalis szerint egy görög eredetű családból származik. Domitianus császár uralkodásának idején választották Róma püspökévé, amikor éppen keresztényüldözések zajlottak. A hagyomány szerint Evarisztosz volt az a római püspök, aki megalapította a bíborosok testületét, amely később a pápaválasztás gyűlése lett. A hagyomány vértanúként tiszteli, bár erre nincs megfelelő bizonyíték. Ünnepét október 26-án tartják.

## Művei
- Documenta Catholica Omnia (latin nyelven). [2012. március 24-i dátummal az eredetiből archiválva]. (Hozzáférés: 2011. december 6.)